# Real Betis Balompié 2021-2022
Questa voce raccoglie le informazioni riguardanti il Real Betis Balompié nelle competizioni ufficiali della stagione 2021-2022.

## Maglie e sponsor
| Casa | Trasferta | Terza Divisa | Quarta Divisa |

## Organico

### Rosa
In corsivo i calciatori ceduti durante la stagione
| N. |                           | Ruolo | Calciatore       |
| -- | ------------------------- | ----- | ---------------- |
| 1  | Spagna (bandiera)         | P     | Joel Robles      |
| 2  | Spagna (bandiera)         | D     | Martín Montoya   |
| 3  | Spagna (bandiera)         | C     | Edgar González   |
| 4  | Costa d'Avorio (bandiera) | C     | Paul Akouokou    |
| 5  | Spagna (bandiera)         | D     | Marc Bartra      |
| 6  | Spagna (bandiera)         | D     | Víctor Ruiz      |
| 7  | Spagna (bandiera)         | A     | Juanmi           |
| 8  | Francia (bandiera)        | C     | Nabil Fekir      |
| 9  | Spagna (bandiera)         | A     | Borja Iglesias   |
| 10 | Spagna (bandiera)         | C     | Sergio Canales   |
| 11 | Spagna (bandiera)         | A     | Cristian Tello   |
| 12 | Brasile (bandiera)        | A     | Willian José     |
| 13 | Portogallo (bandiera)     | P     | Rui Silva        |
| 14 | Portogallo (bandiera)     | C     | William Carvalho |
| 15 | Spagna (bandiera)         | D     | Álex Moreno      |

| N. |                      | Ruolo | Calciatore         |
| -- | -------------------- | ----- | ------------------ |
| 16 | Spagna (bandiera)    | D     | Loren Morón        |
| 16 | Argentina (bandiera) | D     | Germán Pezzella    |
| 17 | Spagna (bandiera)    | A     | Joaquín (capitano) |
| 18 | Messico (bandiera)   | C     | Andrés Guardado    |
| 19 | Spagna (bandiera)    | D     | Héctor Bellerín    |
| 20 | Messico (bandiera)   | A     | Diego Lainez       |
| 21 | Argentina (bandiera) | C     | Guido Rodríguez    |
| 22 | Spagna (bandiera)    | C     | Víctor Camarasa    |
| 23 | Senegal (bandiera)   | D     | Youssouf Sabaly    |
| 24 | Spagna (bandiera)    | A     | Aitor Ruibal       |
| 25 | Cile (bandiera)      | P     | Claudio Bravo      |
| 27 | Spagna (bandiera)    | A     | Rober              |
| 28 | Spagna (bandiera)    | C     | Rodri              |
| 33 | Spagna (bandiera)    | D     | Juan Miranda       |

## Calciomercato

### Sessione estiva
| Acquisti | Acquisti        | Acquisti      | Acquisti                    |
| R.       | Nome            | da            | Modalità                    |
| -------- | --------------- | ------------- | --------------------------- |
| D        | Germán Pezzella | Fiorentina    | definitivo (3,25 milioni €) |
| P        | Rui Silva       | Granada       | gratuito                    |
| D        | Juan Miranda    | Barcellona    | gratuito                    |
| D        | Youssouf Sabaly | Bordeaux      | prestito                    |
| D        | Héctor Bellerín | Arsenal       | prestito                    |
| A        | Willian José    | Real Sociedad | prestito                    |

| Cessioni | Cessioni                | Cessioni   | Cessioni                  |
| R.       | Nome                    | a          | Modalità                  |
| -------- | ----------------------- | ---------- | ------------------------- |
| D        | Emerson Royal           | Barcellona | definitivo (14 milioni €) |
| D        | Aïssa Mandi             | Villarreal | gratuito                  |
| D        | Loren Morón             | Espanyol   | prestito                  |
| P        | Daniel Martín Fernández | Malaga     | prestito                  |
| D        | Juan Miranda            | Barcellona | fine prestito             |

#### Sessione invernale
| Acquisti | Acquisti | Acquisti | Acquisti |
| R.       | Nome     | da       | Modalità |
| -------- | -------- | -------- | -------- |

| Cessioni | Cessioni | Cessioni   | Cessioni |
| R.       | Nome     | a          | Modalità |
| -------- | -------- | ---------- | -------- |
| D        | Sidnei   | Cruzeiro   | gratuito |
| C        | Rober    | Las Palmas | prestito |

## Risultati

### UEFA Europa League

#### Fase a gironi
| Arbitro: | Fran Jović |

|                                                |           |                                                |
| Miranda 32’ Juanmi 35’, 53’ Borja Iglesias 51’ | Marcatori | 15’ Al. Ajeti 27’ (rig.) Juranović 87’ Ralston |

| Arbitro: | Roi Reinshreiber |

|           |           |                                        |
| Uzuni 44’ | Marcatori | 17’ Fekir 76’ (aut.) Wingo 90+5’ Tello |

| Arbitro: | Bartosz Frankowski |

|                     |           |             |
| Iglesias 75’ (rig.) | Marcatori | 82’ Andrich |

| Arbitro: | Anthony Taylor |

|                                    |           |  |
| Diaby 42’, 52’ Wirtz 86’ Amiri 90’ | Marcatori |  |

| Arbitro: | Ruddy Buquet |

|                      |           |  |
| Tello 5’ Canales 52’ | Marcatori |  |

| Arbitro: | Daniel Stefański |

|                                            |           |                              |
| Welsh 3’ Henderson 72’ Turnbull 78’ (rig.) | Marcatori | 69’ (aut.) Bain 75’ Iglesias |

#### Fase ad eliminazione diretta
| Arbitro: | Benoît Bastien |

|                       |           |                                            |
| Dzjuba 25’ Malcom 28’ | Marcatori | 8’ Rodríguez 18’ Willian José 41’ Guardado |

| Siviglia 24 febbraio 2022, ore 21:00 CET ← andata | Real Betis       | 0 – 0 (tot.: 3-2) referto | Zenit San Pietroburgo | Estadio Benito Villamarín (44 236 spett.)\| Arbitro: \| Halil Umut Meler \| |
| Arbitro:                                          | Halil Umut Meler |                           |                       |                                                                             |

| Arbitro: | Marco Guida |

|           |           |                       |
| Fekir 30’ | Marcatori | 14’ Kostić 32’ Kamada |

| Arbitro: | Michael Oliver |

|                         |           |              |
| Rodríguez 120+1’ (aut.) | Marcatori | 90’ Iglesias |